# Боргареј
Боргареј (исл. Borgarey) малено је ненасељено острво у северном Атлантику. Административно припада Исланду, односно његовом округу Вестфирдир. Острво се налази на северозападу Исланда, у уском фјордовском заливу Исафјардардјуп, на око 210 км северно од главног града Рејкјавика.
Са површином од свега око 0,40 km² Боргареј је најмање међу три острва у Исафјардардјупу (површином су већа острва Вигур и Ајдеј). Острво је издужено у смеру север-југ у дужини од 1,1 км, док је максимална ширина свега 0,6 км. Највиша тачка острва се налази на надморској висини од 31 метра. Острво је доста равно и готово у целости обрасло травнатом вегетацијом.
У прошлости острво је било у црквеном поседу, а данас се на њему налази неколико грађевина који служе као викенд објекти.